# Südstraße (Heilbronn)
Die Südstraße ist eine wichtige Verkehrsader im Süden Heilbronns. 

## Geschichte
Die Südstraße wurde von Regierungsbaumeister Louis Heuss konzipiert, geht aber noch zurück auf den Generalbauplan von Reinhard Baumeister von 1873. Ihren Namen erhielt sie schon von Baumeister und er zeigt an, dass die Straße im äußersten Süden der damaligen Bebauung von Heilbronn verläuft. Gemeinsam mit West-, Ost- und Nordstraße sollte die Südstraße eine Ringstraße („Riesenstraße“) als Hauptverkehrsstraße um die Stadt Heilbronn bilden.

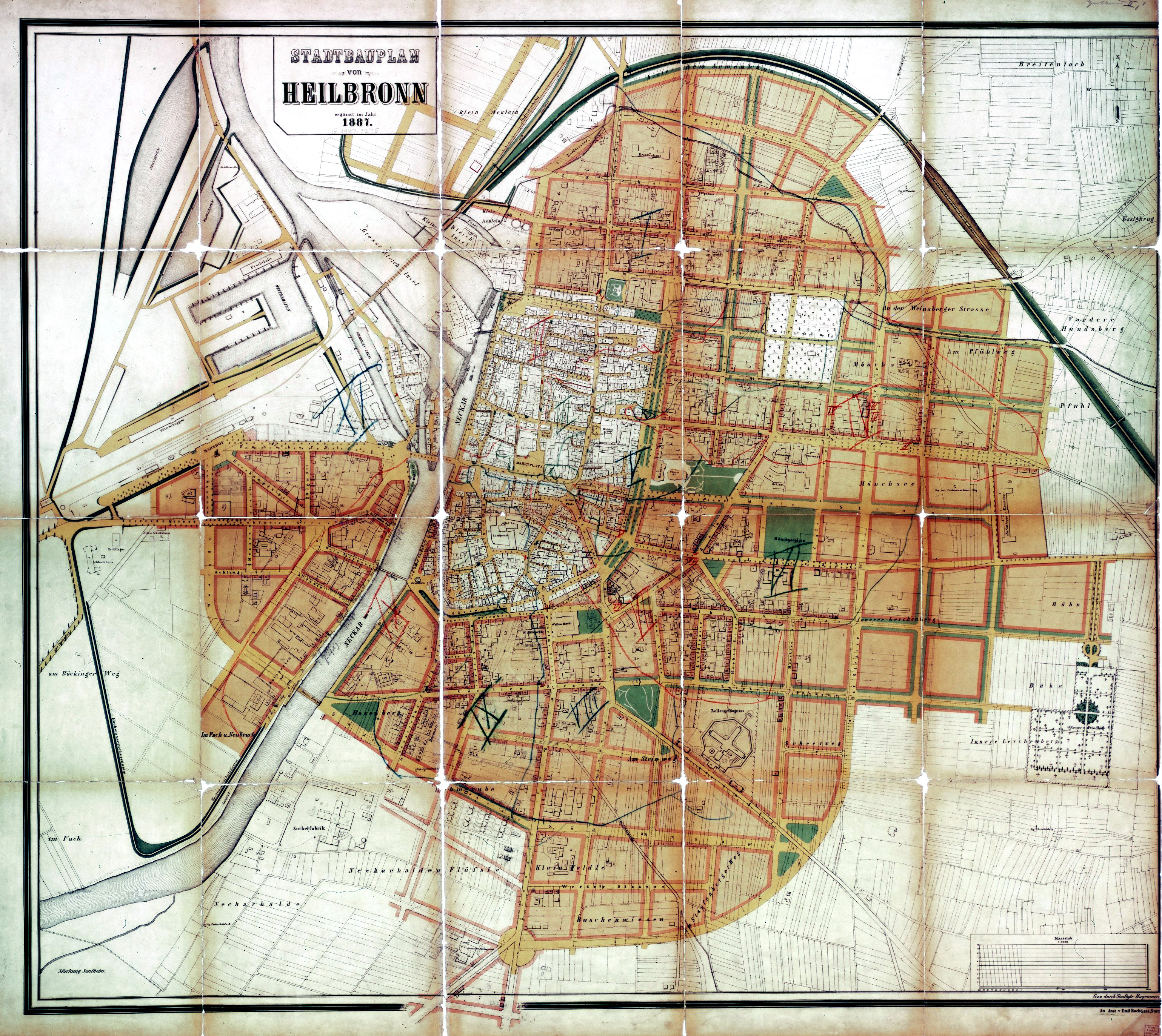
Stadtbauplan von 1887 mit Süd-, West-, Nord- und Oststraße sowie projektierter Brücke am Rosenberg

Problematisch für die Realisierung der Ringstraße war, dass man zwar im Süden, Osten und Norden leicht planen und bauen konnte, dass aber zur Erschließung der westlich des Neckars gelegenen Bahnhofsvorstadt mit einer Ringstraße der Bau von weiteren Brücken notwendig werden würde, nämlich am Rosenberg im Südwesten und im Hafengebiet im Nordwesten der Stadt, wo die Ringstraße zusätzlich auch die nahe der Hafenbecken gelegenen Bahnanlagen kreuzen würde. Im Südwesten plante Heuss schon eine Brücke am Rosenberg als Verbindung von Süd- und Weststraße. Ein Modell dieser Brücke wurde bei der Gewerbeausstellung 1897 gezeigt. Sie wurde jedoch bis auf weiteres nicht gebaut, da das starke Wachstum der Stadt den Generalbauplan von 1873 bereits hinfällig gemacht hatte und die nach den Himmelsrichtungen benannten Straßen schon nicht mehr die Siedlungsausdehnung markierten. 
Ab 1897 verkehrte die Linie 2 der Straßenbahn Heilbronn zwischen der Südstraße und der Dammstraße.  

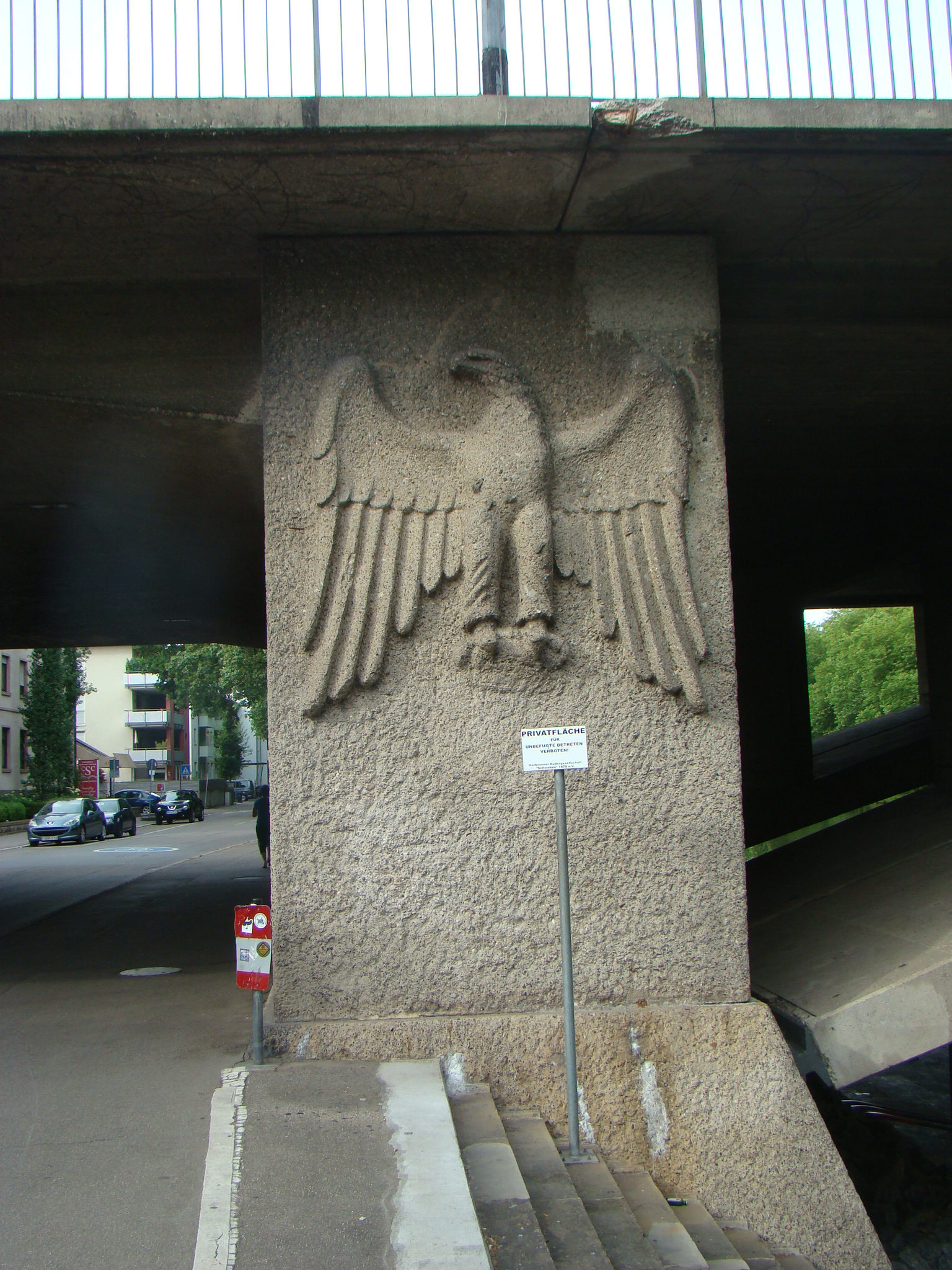
Heilbronn, Rosenbergbrücke, 3.Reich-Adler, der darunterbefindliche Kranz mit dem Hakenkreuz wurde 1945 entfernt.

Die Rosenbergbrücke über den Neckar wurde erst kurz vor dem Zweiten Weltkrieg gebaut. 1938 wurden die Pläne für die Brücke zwischen Süd- und Weststraße (damals Gustloffstraße) genehmigt. Der von Willy Stöhr geplante und von Wayss & Freytag errichtete Brückenbau wurde beim Rückzug der Wehrmacht 1945 gesprengt und 1950 wieder aufgebaut. 
Weil westlich des Altneckars inzwischen auch der Neckarkanal entstanden war, war mit der ab 1950 erbauten Otto-Konz-Brücke am Ende der Karlsruher Straße, der westlichen Verlängerung der Südstraße, ein weiteres Brückenbauwerk nötig geworden.
Die „Riesenstraße“ aus Süd-, West-, Nord- und Oststraße wurde letztlich nie verwirklicht. Die Südstraße und die Oststraße gewannen bleibende Bedeutung als Durchgangsstraßen. Die relativ kurze Weststraße von der Karlsruher Straße bis zum Hauptbahnhof hat Bedeutung zur Erschließung der Innenstadt. Die Nordstraße ist jedoch nur eine nachrangige Wohnstraße geworden. Ein Nadelöhr blieb stets die Situation nordwestlich der Altstadt, wo Neckar, Wilhelmskanal und Bahnanlagen nur den Bau der vergleichsweise schmalen und verwinkelten Kranenstraße zuließen. Um diese Engstelle zu umgehen, ist die Hauptverkehrsführung zur Umfahrung der Innenstadt heute im Nordwesten wesentlich ausgedehnter, als es als das alte Ringstraßenkonzept vorsah: Durch den Bau der Rosenberg- und der Otto-Konz-Brücke wird der Verkehrsstrom von der Südstraße aus auf die Neckartalstraße gelenkt, verläuft auf dieser ein Stück durch den westlich des Neckars gelegenen Stadtteil Böckingen, kehrt dann nach Osten über den Neckar zur B 39 (Kalistraße, Mannheimer Straße und Weinsberger Straße) in die Innenstadt zurück und trifft dann wieder auf die Oststraße, die schließlich zurück zur Südstraße führt.

## Verlauf
Die Südstraße verläuft von ihrem westlichen Ende an der Rosenbergbrücke bis zur Kreuzung mit der Wilhelmstraße etwa in südöstlicher Richtung. Auf diesem Abschnitt bildet sie einen Teil der Bundesstraße 293. 
Von der Kreuzung Wilhelmstraße führt sie in eher östlicher Richtung weiter zum Silcherplatz, wo mit der Ost- bzw. der Stuttgarter Straße eine weitere Durchgangsstraße einmündet. Dieser Teil der Südstraße gehört zur B 27. 

## Bauwerke und Unternehmen
Am Rosenberg und im Industrie- und Arbeiterwohngebiet um den Heilbronner Südbahnhof sind trotz der Luftangriffe auf Heilbronn im Zweiten Weltkrieg, denen die gesamte Altstadt zum Opfer fiel, relativ viele alte Gebäude erhalten geblieben. Einige Bauwerke in der Südstraße stehen mittlerweile unter Denkmalschutz.
- Südstraße 21, 23, 25 und 29 waren Anwesen von Heilbronner Weingärtnern. Nr. 21 gehörte nach dem Zweiten Weltkrieg dem Weingärtner Hermann Zapf, Nr. 23 Ernst Stahl, Nr. 25 Albert Öhler und Nr. 29 Karl Klemm.

- In Südstraße 31 war 1950 das Lebensmittelgeschäft von Ilse Hammel.

- In der Südstraße 35 befand sich einst der Ulmer Hof, dessen Wirt der Weingroßhändler Otto Kneer war. 1950 waren an dieser Adresse nur noch Wohnungen.

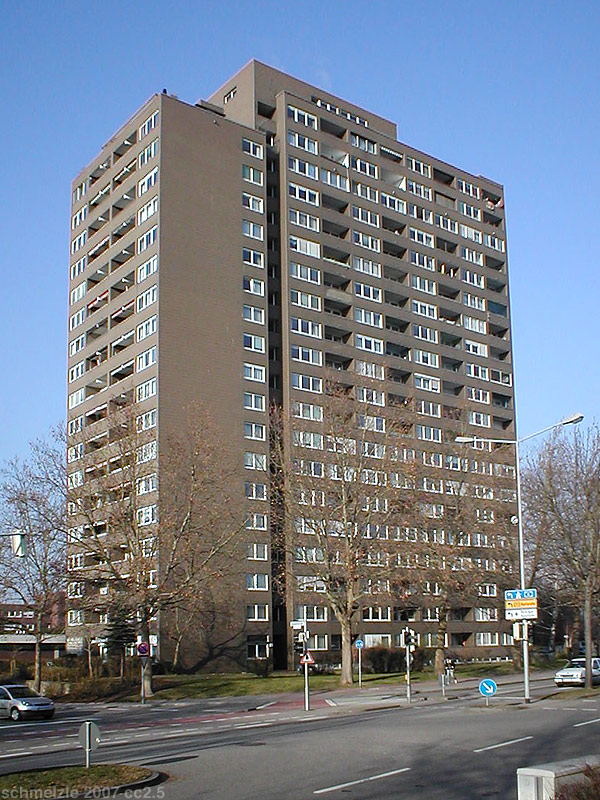
Rosenberg-Hochhaus, von der Südstraße aus gesehen

- In der Südstraße 40 befindet sich das Autohaus Assenheimer-Mulfinger. Das Unternehmen wurde 1911 gegründet und war von 1961 bis 1989 im alten Assenheimer-Gebäude an der Ecke Südstraße/Stuttgarter Straße ansässig.

- An der Ecke Rosenbergstraße/Südstraße befindet sich das 1973 erbaute Rosenberg-Hochhaus, das mit 24 Stockwerken zu den höchsten Gebäuden Heilbronns zählt.

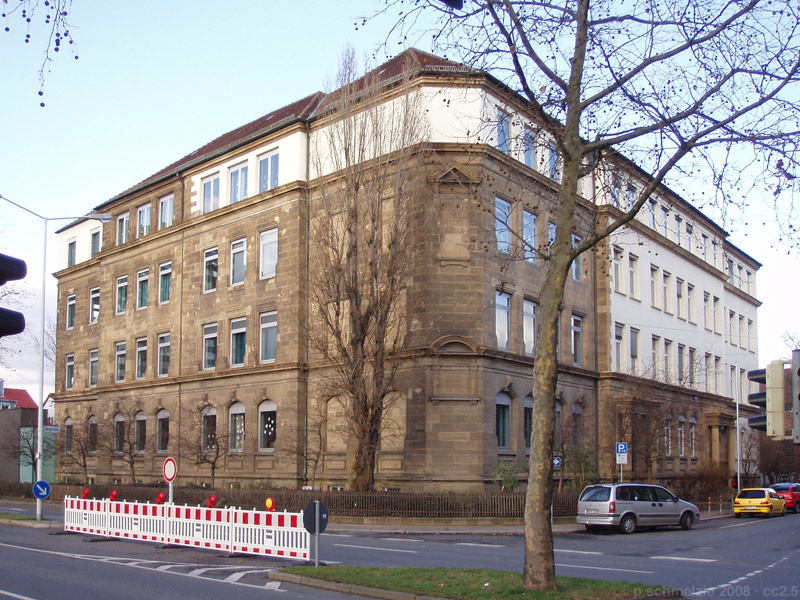
Rosenauschule, von der Südstraße aus gesehen

- An der Ecke Bergstraße/Südstraße steht die im Jahr 1900 erbaute Rosenauschule.

- Die Bäckerei Schmidt in der Südstraße 41 existiert seit mehreren Jahrzehnten.

- Das Wohn- und Geschäftshaus in der Südstraße 43 stammt aus dem Jahr 1897 und ist im Stil der deutschen Renaissance gehalten. Im Erdgeschoss befand sich ursprünglich eine Metzgerei samt Gastwirtschaft. Die Metzgerei Klumpp, mittlerweile in der vierten Generation betrieben, zog 1969 aus der Südstraße 43 in die Wilhelmstraße 40 um. In der Südstraße 43/1 war nach dem Zweiten Weltkrieg das Lager des Möbelhauses Karl Ruffler.

- Die Volksmission entschiedener Christen war in der Südstraße 45 ansässig.

- An der Ecke zur Wilhelmstraße, Südstraße 49, befand sich einst das Kozelsche Töchterpensionat.[2] Ein 1931 geplantes Werkbundhaus wurde nicht errichtet. 1950 waren an der Südstraße 49 die Papierhandlung mit Buchbinderei von August Steiner, das Bekleidungs- und Aussteuerhaus Stolz-Meny, und eine Milch- und Lebensmittelfiliale von Karl Löffelhardt.

- Das 1927 gegründete Autozentrum Hagelauer ist seit 1948 in der Südstraße 50–54 ansässig.

- Südstraße 61 gehörte einst zur Kaffeemittelfirma Seelig & Diller, deren weitere Liegenschaften sich längs der Wilhelmstraße erstreckten. Nach dem Zweiten Weltkrieg war die Hauptfeuerwache der Freiwilligen Feuerwehr Heilbronn auf diesem Grundstück.

- In der Südstraße 63 und 65 war die Baustoffgroßhandlung von Heinrich Taxis ansässig. Ein Bauwerk von Kurt Marohn wurde an dieser Stelle zu Beginn des 21. Jahrhunderts abgerissen, um einer Lidl-Filiale Platz zu machen.

- Das Doppelhaus Südstraße 80/82 wurde von Emil Beutinger und Adolf Steiner entworfen und enthielt einst kleine Dreizimmerwohnungen ohne Bad. Das 1910/11 errichtete Haus weist neobarocke Schmuckelemente auf.

- Nr. 85, 87, 89 und 91 waren Wohnhäuser. In Nr. 87 lebte der Konditormeister Eugen Romann, dessen Familie eine Konditorei mit zuletzt mehr als 300-jähriger Tradition in Heilbronn betrieb.

- In der Südstraße 88 und 90 befindet sich mittlerweile das City-Süd-Center.

- Nr. 95 war ein 1926 errichtetes Einfamilienwohnhaus, das die Architekten Adolf Mössinger und Hermann Beil geplant hatten. Die Ruine wurde ab 1950 für Rudolf Mayer wieder aufgebaut.

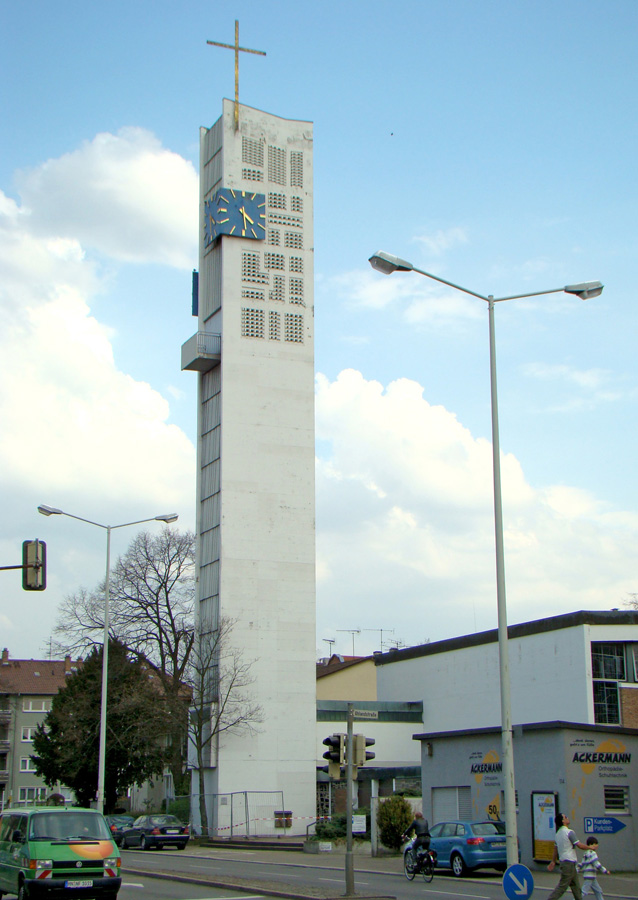
Kirchturm der Christuskirche in der Südstraße

- Südstraße 100 und 102 waren Wohn- und Geschäftshäuser. In Nr. 100 hatte 1950 der Fuhrunternehmer Martin Klaiber sein Geschäft, in Nr. 102 war ein Büro der Neue Welt Versicherungs- und Inkasso-Agentur.

- In Südstraße 113 befand sich 1950 die Buchhandlung von Otto Köchner und der Haushalts- und Geschenkartikelladen Lehner.

- In der Südstraße 115 war eine Lebensmittel-Filiale der Gustav Lichdi AG, im Haus 115/1 war die Glaserei von Wilhelm Müller.

- Südstraße 116–118 ist die 1963 als Nachfolgebau einer Holzkirche geweihte Christuskirche mit ihrem zugehörigen Kindergarten.

- In Südstraße 117/1 hatte Schreinermeister Walter Wedel seine Werkstatt.

- Das Gebäude in der Südstraße 119/1 gehörte dem Weingärtner Ernst Braun, der dort auch eine Besenwirtschaft betrieb. 1946 zog Braun in die Einsteinstraße, sein Gebäude in der Südstraße nutzte danach der Optiker Martin Fickartz.

- Das Doppelhaus in der Südstraße 125/127 wurde 1908 errichtet, es ist mit neobarocken und Jugendstilelementen geschmückt.

- Das Haus Südstraße 129/131 entwarf der Bauherr Wilhelm Kuhnle selbst. Es wurde 1902 errichtet. 1934 wurde in der Südstraße 129, die damals dem pensionierten Lokomotivführer August Hopfensitz gehörte, die Kaffee-, Tee- und Kakaogroßhandlung Roth & Hopfensitz gegründet.

- In der Südstraße 136 war 1950 die Obst-, Gemüse- und Südfrüchtehandlung von Otto Sinn.

- Die Mietshäuser Südstraße 142, 144 und 146 wurden im Jahr 1910 von Rudolf Seitz erbaut und weisen aufwändigen Fassadenschmuck auf. An den Häusern Nr. 144 und 146 findet man unter anderem figürliche Darstellungen der vier Jahreszeiten. Nr. 142 gehörte einst dem jüdischen Arzt Ludwig Essinger; im Rückerstattungsverfahren nach dem Krieg wurde es Essingers Testament entsprechend der Erbin Friedericke Burkhardt zugesprochen. In dem Haus hatte von 1923 bis 1934 der Friseur Karl Pröbstel gewohnt. Dort hat sich auch ein Friseursalon befunden, den 1950 Karl Hoppenworth führte. In Nr. 144 war das Sanitätshaus von Gottlob Düringer, in Nr. 146 war ein Gardinengeschäft und ein Schuhmacher.

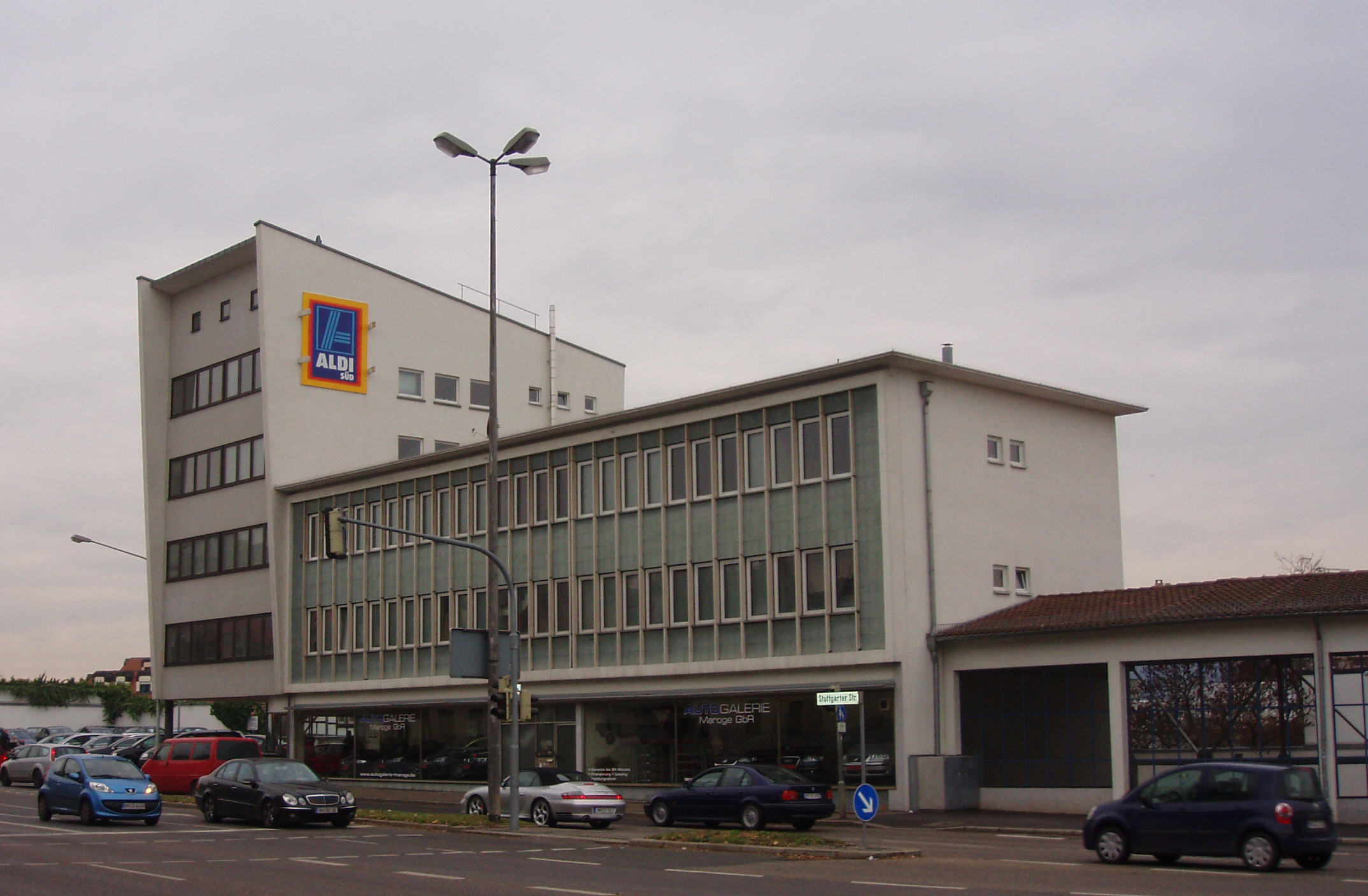
Altes Assenheimer-Geschäftsgebäude an der Ecke zur Stuttgarter Straße

- In der Südstraße 148 war 1950 die Sattler- und Polsterwarengroßhandlung von Carl Deeg, die wenig später in die Villa Zapf wechselte.

- Die Gebäude in der Südstraße 150, 150/1, 152/1, 154/1, 156/1 und 158 wurden überwiegend zu Wohnzwecken genutzt.

- In der Südstraße 156 befand sich einst der Gemeindesaal der 1911 von der Friedenskirche abgetrennten Südgemeinde.

- Am westlichen Ende der Südstraße ist an der Ecke zum Silcherplatz mit dem Gebäude Silcherplatz 6 ein 1891 nach Plänen von August Dederer erbautes Haus erhalten. Auf der gegenüberliegenden Seite, an der Ecke zur Stuttgarter Straße, befindet sich das einstige Assenheimer-Geschäftsgebäude, das 1961 nach Plänen von Julius Hoffmann erbaut wurde.